# Dầu

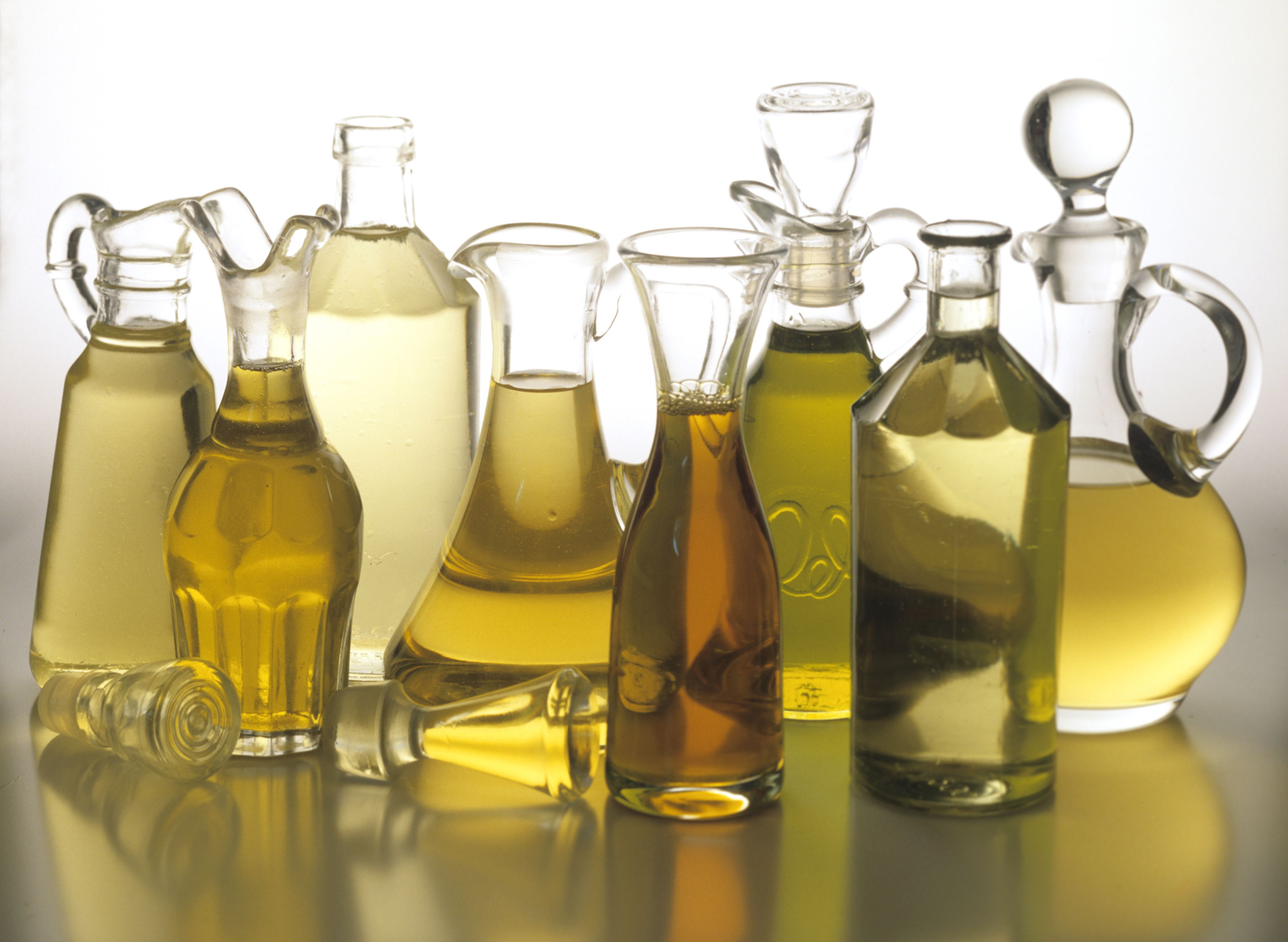
Nhiều loại dầu khác khau

Dầu (tiếng Anh: oil) là bất kỳ chất hóa học không phân cực nào dưới dạng chất lỏng nhớt ở nhiệt độ môi trường và cả kỵ nước (không pha trộn với nước, nghĩa đen là "sợ nước") và ưa béo (pha lẫn với các loại dầu khác, nghĩa đen là "sự thu hút các chất béo"). Dầu có hàm lượng carbon và hydro cao, thường dễ cháy và là chất hoạt động bề mặt. Hầu hết các loại dầu là lipid không bão hòa dạng lỏng ở nhiệt độ phòng.
Định nghĩa chung về dầu bao gồm những nhóm hợp chất hóa học có thể không liên quan nhau về cấu trúc, tính chất và cách sử dụng. Dầu có thể là động vật, thực vật hoặc hóa dầu có nguồn gốc, và có thể dễ bay hơi hoặc không bay hơi. Chúng được sử dụng cho thực phẩm (ví dụ, dầu ô liu), nhiên liệu (ví dụ dầu đốt), mục đích y tế (ví dụ dầu khoáng), dầu bôi trơn (ví dụ dầu động cơ) và sản xuất nhiều loại sơn, nhựa và các vật liệu khác. Dầu được chuẩn bị đặc biệt được sử dụng trong một số nghi lễ tôn giáo và nghi lễ như là hoạt động thanh tẩy.

## Từ nguyên gốc
Chứng thực đầu tiên bằng từ tiếng Anh oil năm 1176, bắt nguồn từ tiếng Pháp cổ oile, trong tiếng Latin oleum, lần lượt xuất phát từ tiếng Hy Lạp ἔλαιον (elaion), "dầu ô liu, dầu" và từ ἐλαία (elaia) có nghĩa là "cây ô liu", "quả ô liu". Các hình thức chứng thực sớm nhất của từ này trong Thời kỳ Mycenae 𐀁𐀨𐀺, e-ra-wo và 𐀁𐁉𐀺, e-rai-wo, được viết trong tập lệnh âm tiết Linear B.

## Phân loại

### Dầuhữu cơ
Dầu hữu cơ được sản xuất trong sự đa dạng đáng chú ý của thực vật, động vật và các sinh vật khác thông qua các quá trình trao đổi chất tự nhiên. Chất béo là thuật ngữ khoa học cho các axit béo, steroid và các hóa chất tương tự thường được tìm thấy trong các loại dầu được tạo ra bởi các sinh vật sống, trong khi dầu dùng để chỉ một hỗn hợp tổng thể của các hóa chất. Dầu hữu cơ cũng có thể chứa các hóa chất khác ngoài lipid, bao gồm protein, sáp (loại hợp chất có đặc tính giống như dầu ở nhiệt độ phổ biến) và các ancaloit.
Lipid có thể được phân loại theo cách mà chúng được tạo ra bởi một sinh vật, cấu trúc hóa học và giới hạn độ hòa tan trong nước so với dầu. Chúng có hàm lượng carbon và hydro cao và thiếu đáng kể oxy so với các hợp chất và khoáng chất hữu cơ khác; chúng có xu hướng là các phân tử tương đối không phân cực, nhưng có thể bao gồm cả phân cực và không phân cực như trong trường hợp phospholipid và steroid.

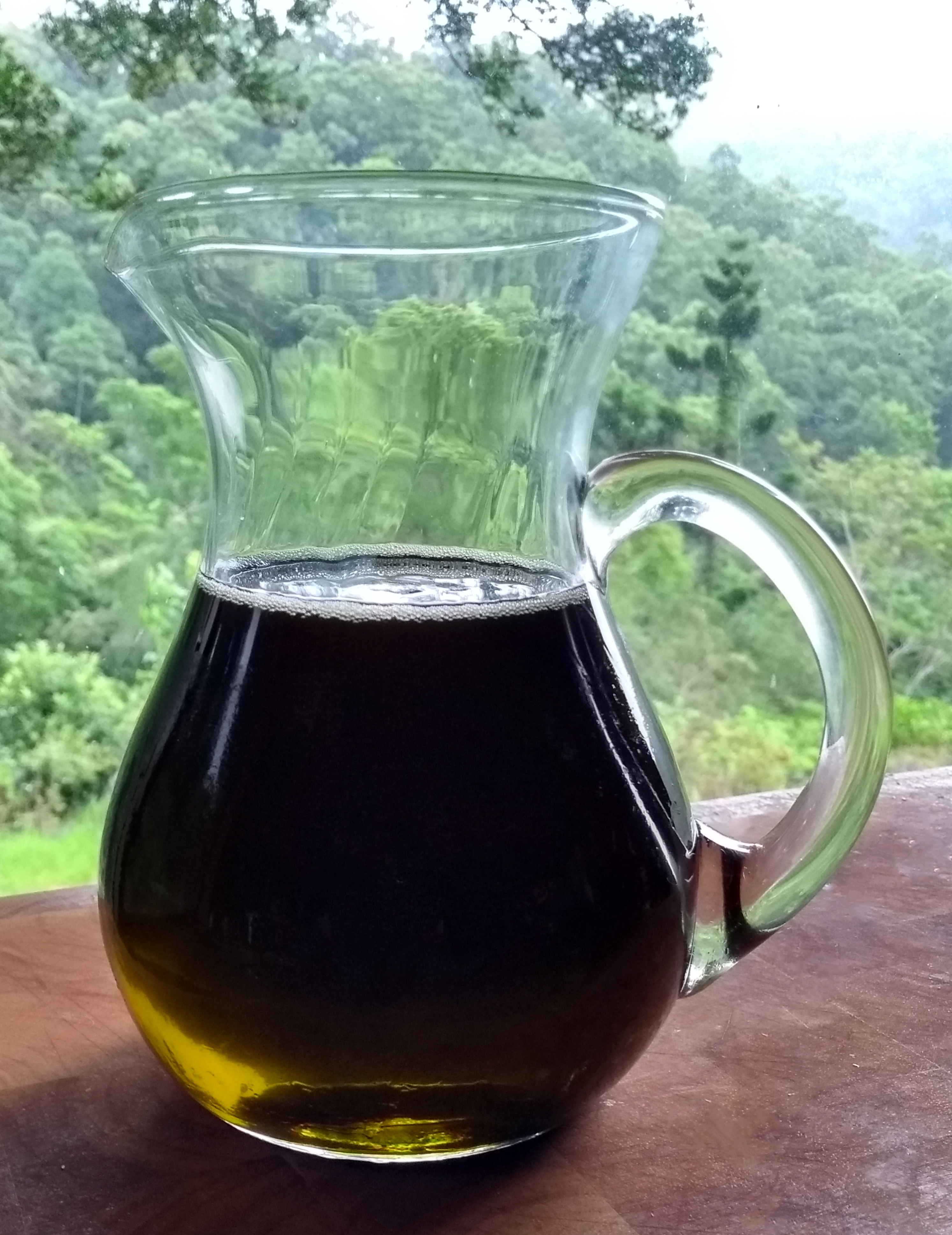
Dầu hạt cây gai dầu hữu cơ Tasmania
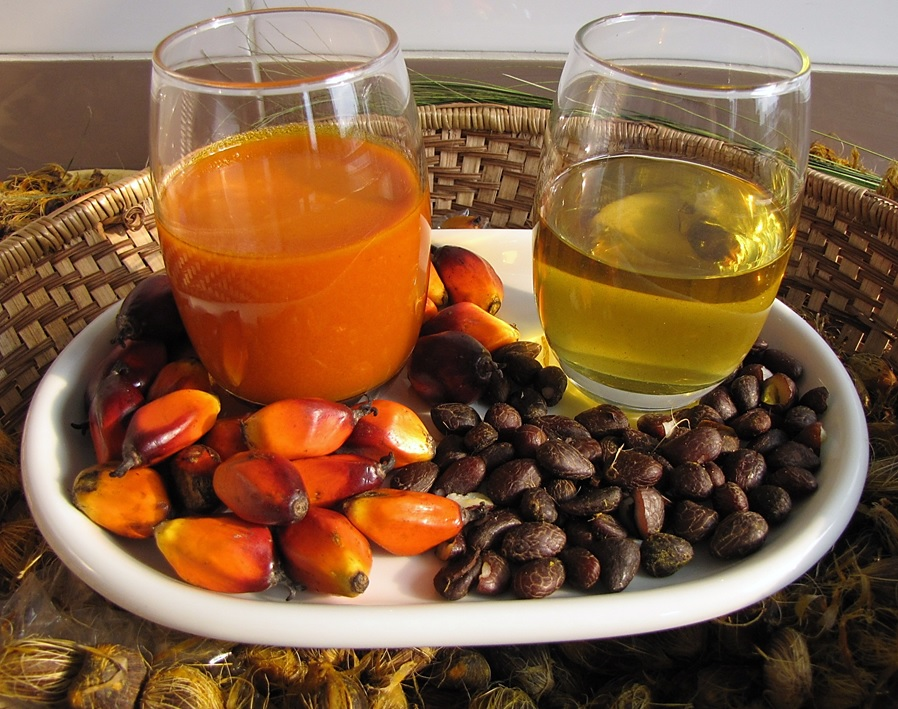
Dầu cọ - phần thịt quả bên ngoài so với nhân từ dầu cọ châu Phi - Elaeis guineenisis

### Dầu khoáng

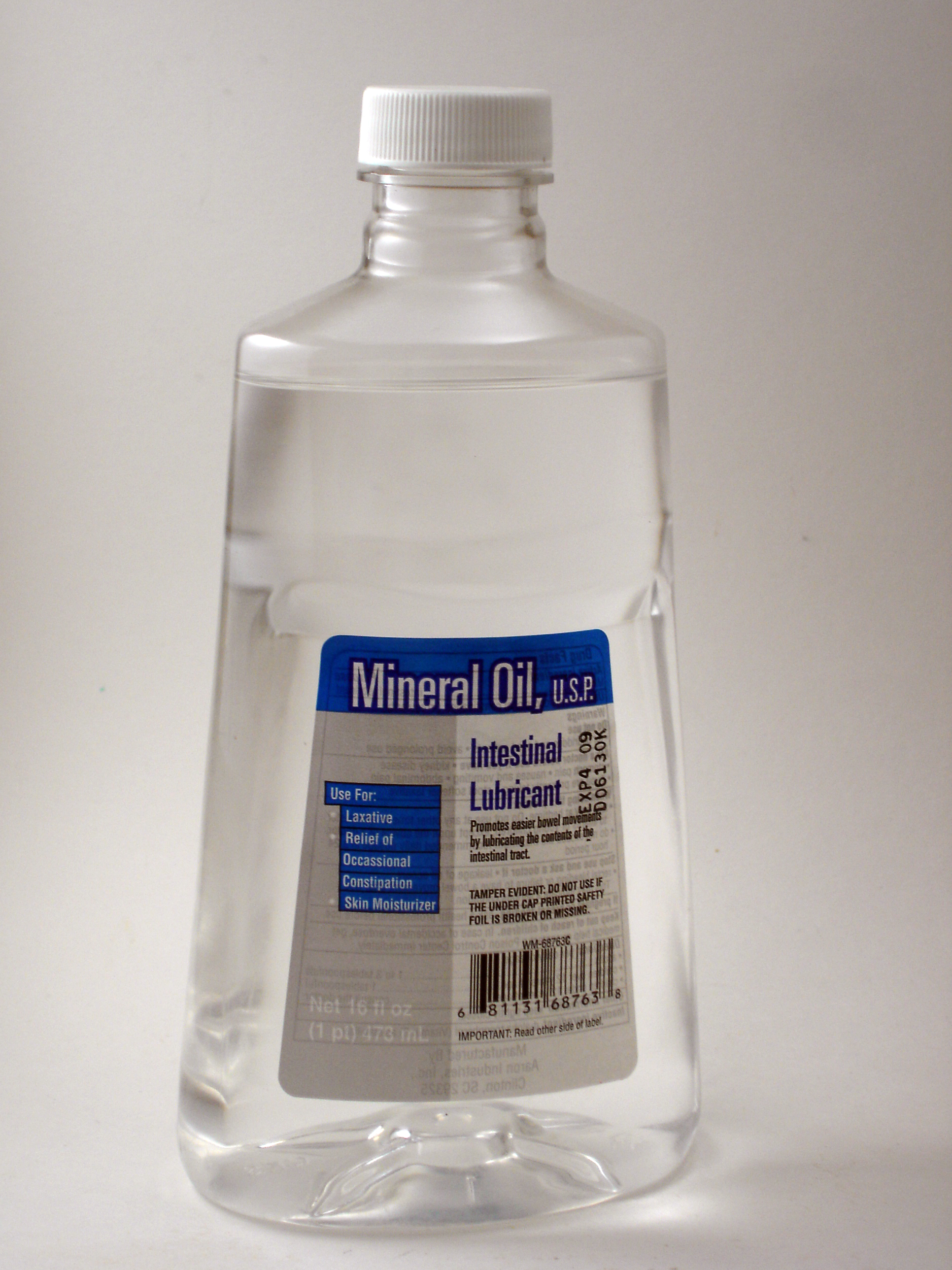
Sản phẩm dầu khoáng bán tại Mỹ.

Dầu thô, hoặc dầu mỏ, và các thành phần tinh chế của nó, được gọi chung là  hóa dầu , là những tài nguyên quan trọng trong nền kinh tế hiện đại. Dầu thô có nguồn gốc từ các vật liệu hữu cơ hóa thạch cổ đại, như động vật phù du và tảo, mà quá trình địa hóa chuyển thành dầu. Tên gọi "dầu khoáng" là một cách dùng từ sai, trong đó khoáng sản không phải là nguồn gốc của các loại thực vật và động vật cổ xưa. Dầu khoáng là hữu cơ. Tuy nhiên, nó được phân loại là "dầu khoáng" thay vì "dầu hữu cơ" vì nguồn gốc hữu cơ của nó là từ xa (và chưa được biết đến tại thời điểm phát hiện ra nó) và bởi vì nó thu được trong vùng lân cận của đá, bẫy ngầm và cát. "Dầu khoáng" cũng đề cập đến một số sản phẩm chưng cất cụ thể của dầu thô.

## Các ứng dụng

### Nấu ăn

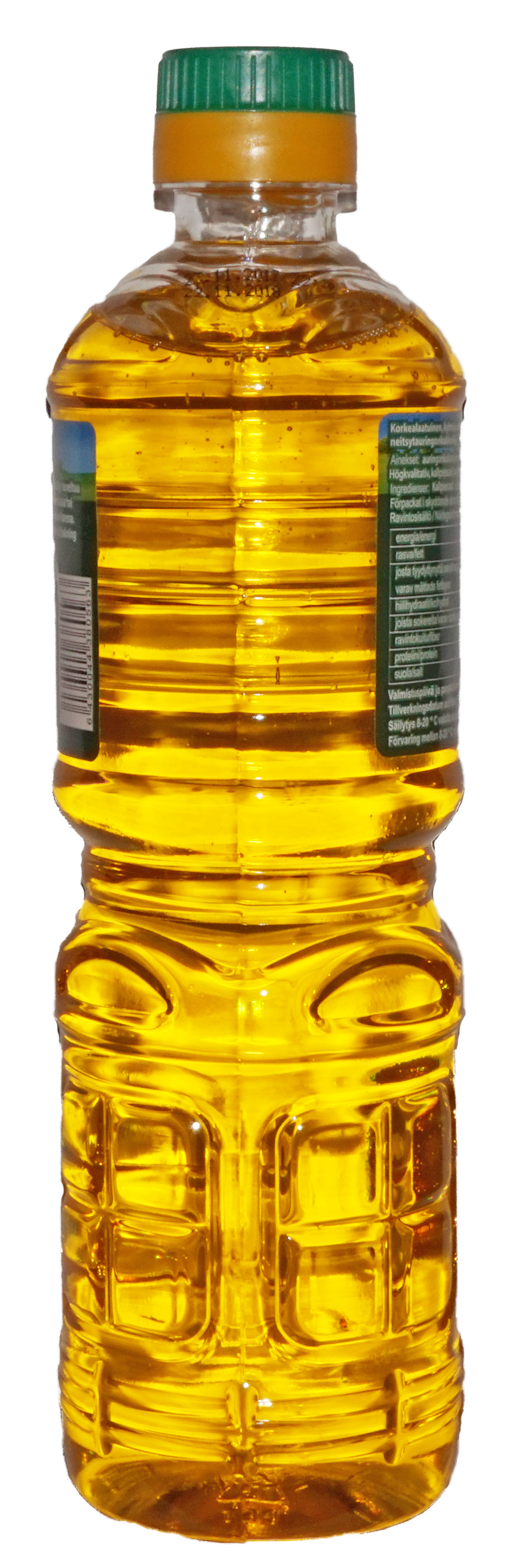
Dầu hướng dương tinh luyện.

Một số loại dầu thực vật và động vật ăn được, và cả chất béo, được sử dụng cho các mục đích khác nhau trong nấu ăn và chế biến thực phẩm. Đặc biệt, nhiều loại thực phẩm được chiên trong dầu nóng hơn nhiều so với nước sôi. Dầu cũng được sử dụng để tạo hương vị và điều chỉnh kết cấu của thực phẩm (ví dụ: các món xào). Dầu ăn có nguồn gốc từ mỡ động vật, như bơ, mỡ và các loại khác, hoặc dầu thực vật từ ô liu, ngô, hướng dương và nhiều loài khác.

### Mỹ phẩm
Dầu được áp dụng cho tóc để mang lại vẻ bóng mượt, ngăn ngừa rối và thô ráp và ổn định tóc để thúc đẩy tăng trưởng. Xem dầu xả.

### Tôn giáo
Dầu đã được sử dụng trong suốt lịch sử như một phương tiện tôn giáo. Nó thường được coi là một tác nhân thanh lọc tâm linh và được sử dụng cho mục đích xức dầu. Một ví dụ cụ thể là dầu xức thánh đã là một chất lỏng nghi lễ quan trọng trong Do Thái giáo và Kitô giáo.

### Hội hoạ
Các sắc tố màu dễ dàng lơ lửng trong dầu, làm cho nó phù hợp như một phương tiện hỗ trợ cho sơn. Những bức tranh sơn dầu còn tồn tại lâu đời nhất có từ năm 650 sau Công nguyên.

### Truyền nhiệt
Dầu được sử dụng làm chất làm mát trong bộ tản nhiệt dùng dầu, ví dụ như trong máy biến thế điện. Dầu truyền nhiệt được sử dụng cả làm chất làm mát, để sưởi ấm (ví dụ: trong máy sưởi dầu và trong các ứng dụng truyền nhiệt khác.

### Bôi trơn

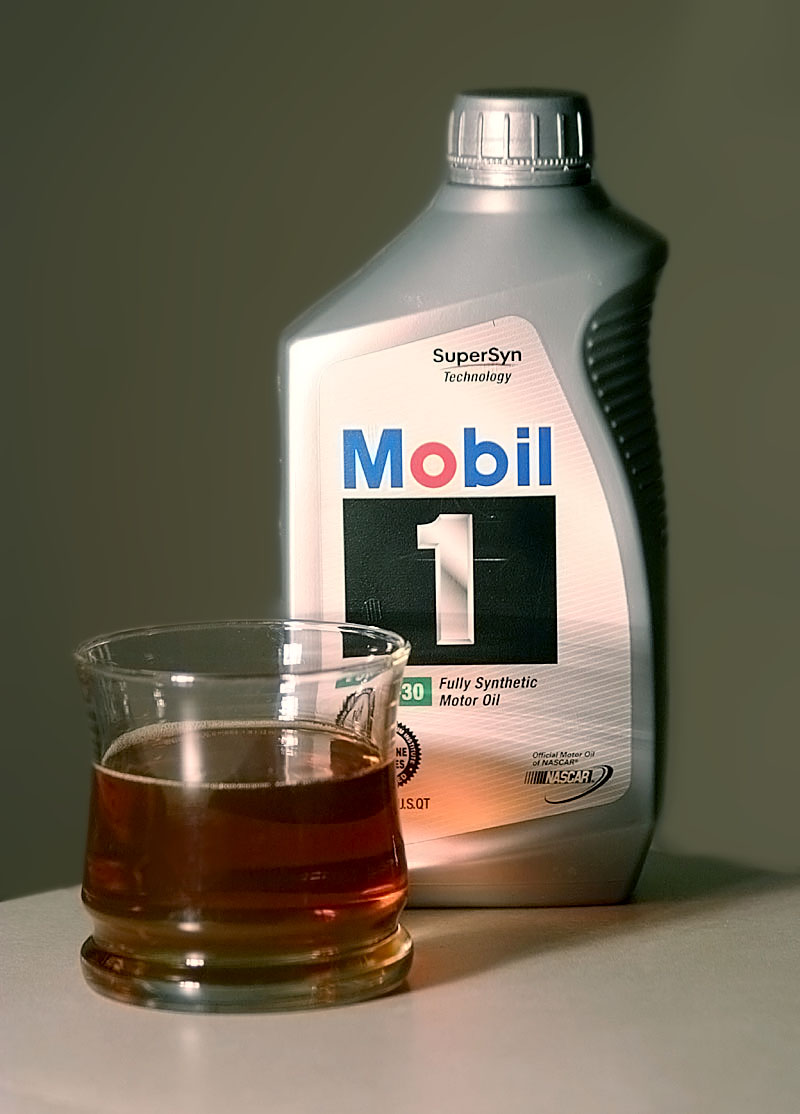
Dầu động cơ tổng hợp

Cho rằng chúng không phân cực, dầu không dễ dàng bám dính vào các chất khác. Điều này làm cho chúng hữu ích như chất bôi trơn cho các mục đích kỹ thuật khác nhau. Dầu khoáng thường được sử dụng làm chất bôi trơn máy hơn dầu sinh học. Dầu cá voi được ưa thích để bôi trơn đồng hồ, vì nó không bay hơi, hay để lại bụi, mặc dù việc sử dụng nó đã bị cấm ở Hoa Kỳ vào năm 1980.
Có lời đồn đại từ lâu rằng "Spermaceti" từ cá voi vẫn được sử dụng trong các dự án của NASA như kính viễn vọng Hubble và đầu dò Voyager vì nhiệt độ đóng băng cực thấp. Spermaceti thực sự không phải là một loại dầu, mà là một hỗn hợp chủ yếu là este sáp, và không có bằng chứng nào cho thấy NASA đã sử dụng dầu cá voi.

### Nhiên liệu
Một số loại dầu đốt ở dạng lỏng hoặc khí dung, tạo ra ánh sáng và nhiệt có thể được sử dụng trực tiếp hoặc chuyển đổi thành các dạng năng lượng khác như điện hoặc công việc cơ khí. Để thu được nhiều dầu nhiên liệu, dầu thô được bơm từ mặt đất và được vận chuyển qua tàu chở dầu hoặc đường ống đến nhà máy lọc dầu. Trong đó, nó được chuyển đổi từ dầu thô sang nhiên liệu diesel là sản phẩm của quá trình chưng cất trực tiếp dầu mỏ (còn gọi là petrodiesel), ethane (và các ankan mạch ngắn khác), dầu nhiên liệu (nặng nhất của nhiên liệu thương mại, được sử dụng trong tàu /lò nung), xăng (petrol), nhiên liệu phản lực, dầu hỏa, benzen (trong lịch sử) và khí hóa lỏng.
Một thùng dầu thô 42 galông Mỹ (35 gal Anh; 160 L) sản xuất khoảng 10 galông Mỹ (8,3 gal Anh; 38 L) dầu diesel, 4 galông Mỹ (3,3 gal Anh; 15 L) nhiên liệu bay, 19 galông Mỹ (16 gal Anh; 72 L) xăng, 7 galông Mỹ (5,8 gal Anh; 26 L) chế phẩm khác, 3 galông Mỹ (2,5 gal Anh; 11 L) phân chia giữa dầu nhiên liệu nặng và khí hóa lỏng, và 2 galông Mỹ (1,7 gal Anh; 7,6 L) dầu đốt. Tổng sản lượng một thùng dầu thô làm thành các sản phẩm khác nhau dẫn đến sự gia tăng 45 galông Mỹ (37 gal Anh; 170 L). Không phải tất cả các loại dầu được sử dụng làm nhiên liệu đều là dầu khoáng, xem Diesel sinh học, nhiên liệu sinh học và dầu ô liu.
Vào thế kỷ 18 và 19, dầu cá voi được sử dụng làm dầu cho đèn, được thay thế bằng khí đốt tự nhiên và sau đó là điện.